# Power Distribution Unit

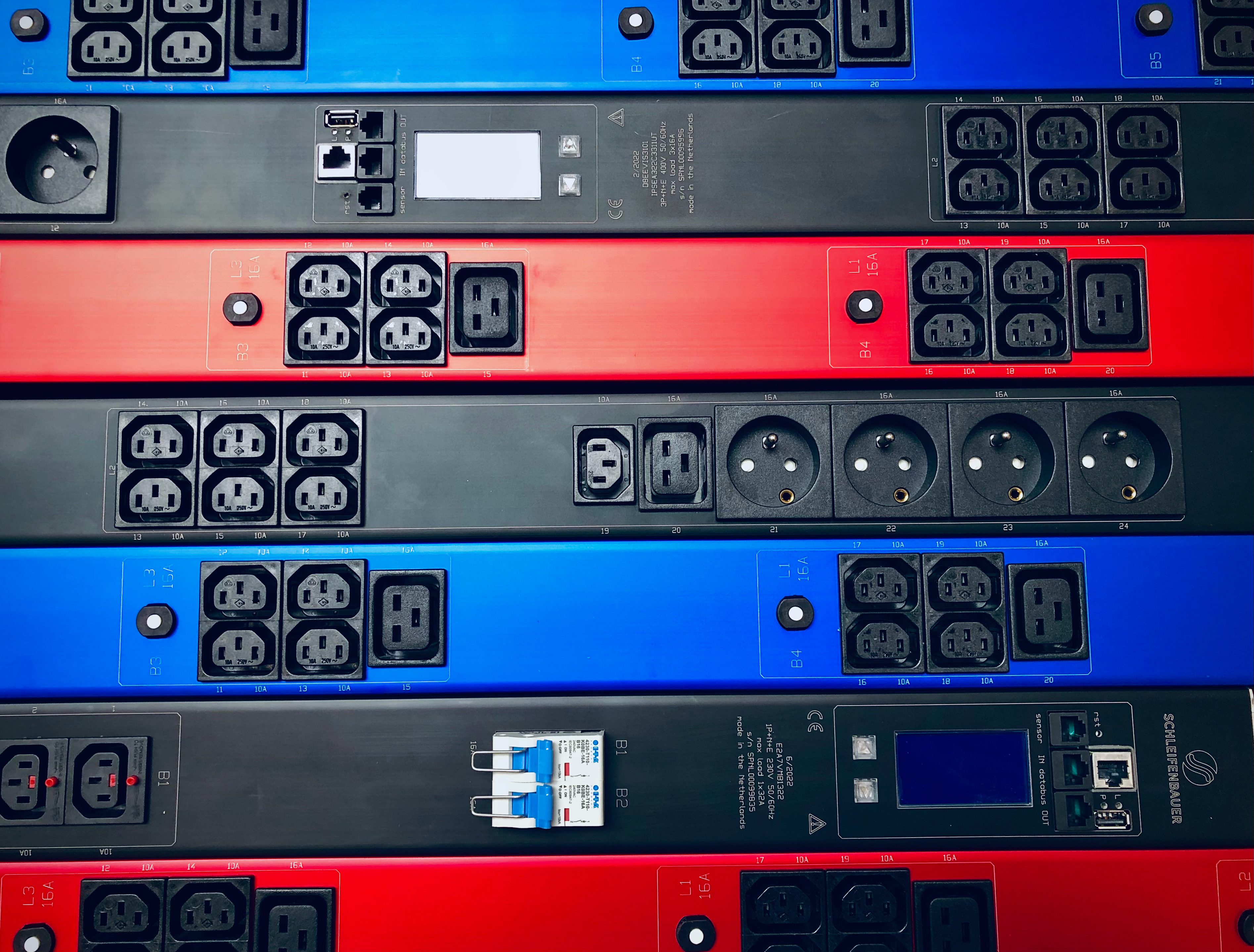

Eine Power Distribution Unit (PDU; deutsch Stromverteilereinheit) ist eine bestimmte Art von Mehrfachsteckdosenleiste, welche insbesondere in Rechenzentren zum Einsatz kommt und dort zumeist in 19-Zoll-Racks oder an der Rückseite der Racks eingebaut wird.

## Eigenschaften
In ihrer Grundform umfasst eine PDU lediglich mehrere Stromversorgungssteckdosen, an welchen die verschiedene Verbraucher, z. B. Server oder Switches, angeschlossen werden können, womit sie sich von gewöhnlichen Mehrfachsteckdosenleisten nur durch ihre besondere 19"-Bauform und ggf. Steckdosenart unterscheidet.
Darüber hinaus bieten einige Modelle jedoch diverse zusätzliche Funktionen, wie z. B. einen Überspannungsschutz, wie er auch bei höherwertigen Mehrfachsteckdosen eingesetzt wird, oder die Fernsteuerbarkeit der einzelnen Steckdosen.
Über eine solche Fernsteuerbarkeit können beispielsweise einzelne Verbraucher bedarfsgerecht direkt aus- und eingeschaltet werden, Zeitsteuerungen oder auch andere Schaltabfolgen wie eine Watchdog-Funktion realisiert werden.
Darüber hinaus können diverse Informationen und Messwerte abgerufen werden, wie z. B. der elektrische Energieverbrauch pro einzelner Steckdose. Manche Modelle liefern zusätzliche Messwerte über die Temperatur und Feuchtigkeit im Rack, oder die Möglichkeit, eine Webcam anzuschließen, um die Räumlichkeiten zu überwachen. Ferner kann eine Kostenauswertung auf die einzelnen Verbraucher realisiert werden, um die Ermittlung der Energiekosten für den Betrieb der an den einzelnen Anschlüsse angeschlossenen Geräte zu vereinfachen.
Zusätzlich können Alarmfunktionen via SNMP oder E-Mail eingestellt werden, die automatisch bei Schwellenwertüberschreitungen Nachrichten absetzen. Eine solche Fernsteuerbarkeit erfolgt in Form einer Out-of-band-Administration je nach Gerät beispielsweise via Modbus, oder via Internet Protocol (IP) in Kombination mit SNMP bzw. HTTP.
Für den Anschluss der elektrischen Verbraucher kommen in der Regel Gerätestecker nach der Norm IEC-60320 (C13 und C19) für einphasige Netzspannung zum Anschluss an das Niederspannungsnetz mittels eines Netzsteckers zum Einsatz.